# Kukri
Kukri (tiếng Anh: /ˈkʊkri/) hoặc khukuri (tiếng Nepal: खुकुरी, phát âm [kʰukuri]) là một loại mã tấu có nguồn gốc từ tiểu lục địa Ấn Độ, là loại vũ khí truyền thống thường đi cùng với những người Gurkha và Kirati nói tiếng Nepal ở Nepal và Ấn Độ. Lưỡi của loại dao này có độ uốn cong rõ rệt. Dao kukri có nhiều công dụng từ vũ khí cận chiến đến công cụ cắt thông thường trên khắp vùng Nam Á, và từ lâu đã đóng vai trò là dao đa năng cho những người lính Gurkha. Kukri là loại vũ khí quốc gia của Nepal, và do đó cũng là vũ khí đặc trưng của Quân đội Nepal. Kukri cũng là vũ khí tiêu chuẩn của nhiều đơn vị trong Quân đội Ấn Độ, chẳng hạn như Đơn vị súng trường Assam, Trung đoàn Kumaon, Đơn vị súng trường Garhwal và nhiều trung đoàn Gorkha. Bên ngoài khu vực quê hương Nam Á, kukri cũng phục vụ cùng Đơn vị súng trường Gurkha Hoàng gia thuộc Quân đội Anh—một trung đoàn đặc biệt khác với các đơn vị khác trong quân đội Anh do chỉ tuyển dụng lính duy nhất từ Nepal; đơn vị này có nguồn gốc từ thời Ấn Độ bị Anh thuộc địa hoá. Kukri là vũ khí cận chiến chính của các đơn vị quân đội Gurkha hoạt động trên toàn thế giới, trở nên nổi tiếng đến độ một số người nói tiếng Anh gọi loại vũ khí này là "kiếm Gurkha" hay "dao Gurkha". Kukri thường xuyên xuất hiện trên huy hiệu của Nepal và Gorkha Ấn Độ và được dùng trong nhiều nghi lễ truyền thống, mang ảnh hưởng Hindu ví dụ như các đám cưới.
Đã có, và vẫn có nhiều huyền thoại xoay quanh dao kukri, từ khi những ghi chép sớm nhất về việc sử dụng loại dao này xuất hiện—đáng chú ý nhất là một nghi thức truyền thống liên quan đến con dao, rằng dao kukri chỉ đơn thuần là vũ khí chiến đấu, và một khi đã rút dao thì nó phải nếm mùi máu trước khi tra lại vào vỏ. Tuy nhiên, chúng lại rất thường xuyên được dùng làm công cụ đa năng. Những câu chuyện gay cấn về dao kukri trong chiến đấu mà người Gurkha kể lại có thể đã tạo nên hiểu lầm này. Các cách phát âm kukri, khukri, và kukkri có nguồn gốc từ tiếng Anh Ấn Độ, còn cách phát âm tiếng Anh Nepal gốc là khukuri.

## Lịch sử

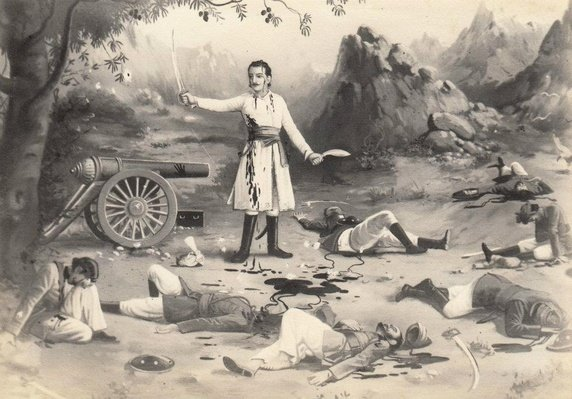
Đại tá Gambhir Singh Rayamajhi Kshetri, một Tư lệnh người Gorkha đang cầm một con dao kukri trên tay trái và một thanh kiếm Talwar trên tay phải.

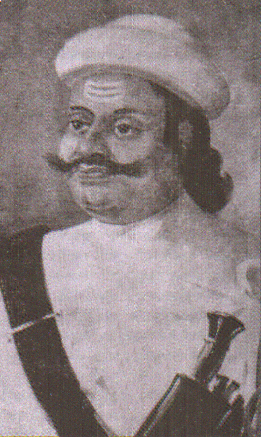
Thủ tướng Gorkha (Kaji) và người đứng đầu quân đội Kalu Pande đeo một con dao khukuri trên ngực.

Các nhà nghiên cứu cho rằng dao kukri bắt nguồn từ loại liềm và gậy cong tiền sử đã được dùng để săn bắt, và sau này trở thành vũ khí cận chiến. Những loại công cụ tương tự với hình dạng gần giống nhau đã xuất hiện khắp tiểu lục địa Ấn Độ và vừa được dùng làm vũ khí vừa làm công cụ, ví dụ như dùng trong các nghi lễ hiến tế. Burton (1884) viết rằng Bảo tàng Anh từng trưng bày một chiếc mã tấu dạng kukri lớn có chạm khắc bằng tiếng Pali. Một trong số những con dao kukri cổ nhất từng thuộc về Drabya Shah (k. 1559), được trưng bày tại Bảo tàng Quốc gia Nepal ở Kathmandu.

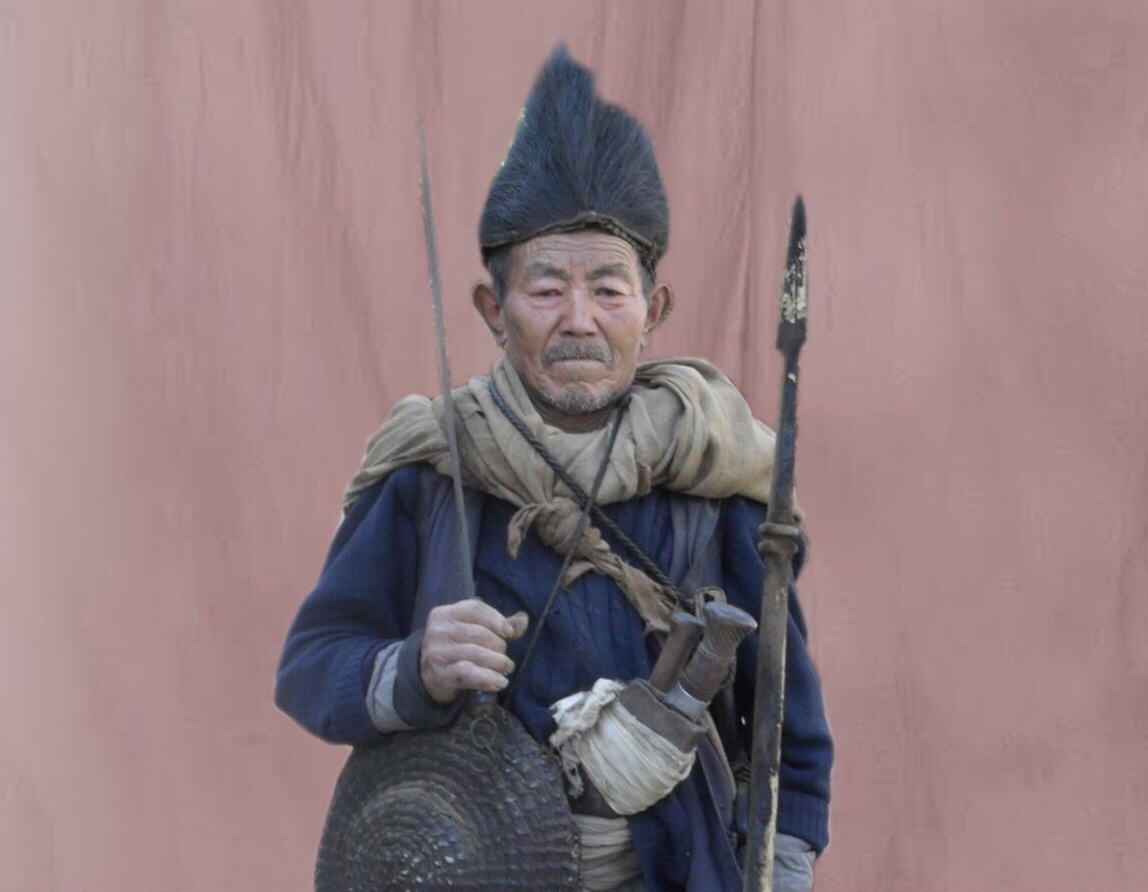
Một pháp sư (Shaman) người Rai-Kirati đeo một con dao kukri trên hông.

Tất cả lính Gurkha đều được trang bị hai con dao kukri, Dao quân dụng số 1 (nghi thức) và Dao quân dụng số 2 (thực chiến); trong thời hiện đại các thành viên của Lữ đoàn Gurkha đều được huấn luyện cách sử dụng loại dao này. Dao kukri được người phương Tây biết đến nhiều từ thời kỳ Công ty Đông Ấn bắt đầu xung đột với Vương quốc Gorkha, mà đỉnh điểm là Chiến tranh Gurkha những năm 1814–1816. Sau khi xuất hiện trong Chiến tranh Gurkha, dao kukri tiếp tục nổi tiếng trong Chiến tranh thế giới thứ nhất và thứ hai, trở thành loại vũ khí mà cả lính Đồng minh và kẻ thù đều khiếp sợ. Một trong những chiến công của loại vũ khí này ở Bắc Phi vẫn còn được lưu giữ dưới dạng báo cáo tình huống của một đơn vị. Nguyên văn: "Thương vong phía địch: mười người chết, phe ta không. Không tốn một viên đạn."
Vào ngày 2 tháng 9 năm 2010, Bishnu Shrestha, một người lính Gurkha thuộc Quân đội Ấn Độ đã giải ngũ, đi một mình và chỉ cầm một con dao kukri, đã đánh đuổi 30 tên cướp khi chúng tấn công một chuyến tàu khách Ấn Độ mà ông ta đang đi. Ông được báo cáo là đã hạ sát ba tên cướp, làm tám tên khác bị thương, và buộc những tên còn lại phải chạy trốn. Một báo cáo cùng thời của tờ báo Times of India, bao gồm một bài phỏng vấn với chính Shrestha, cho biết nhóm cướp ít hơn báo cáo kia.
Nó được giới văn học chú ý nhờ cuốn tiểu thuyết Dracula năm 1897 của văn hào người Ireland Bram Stoker. Dù hình ảnh Dracula bị xiên cọc vào tim trong trận chiến cuối của những cận vệ của lão với các anh hùng vốn nổi tiếng hơn, lời tường thuật của Mina thực chất lại kể rằng lão bị cứa cổ bởi con dao kukri của Jonathan Harker và bị con dao Bowie của Quincey Morris đâm xuyên tim.

## Thiết kế

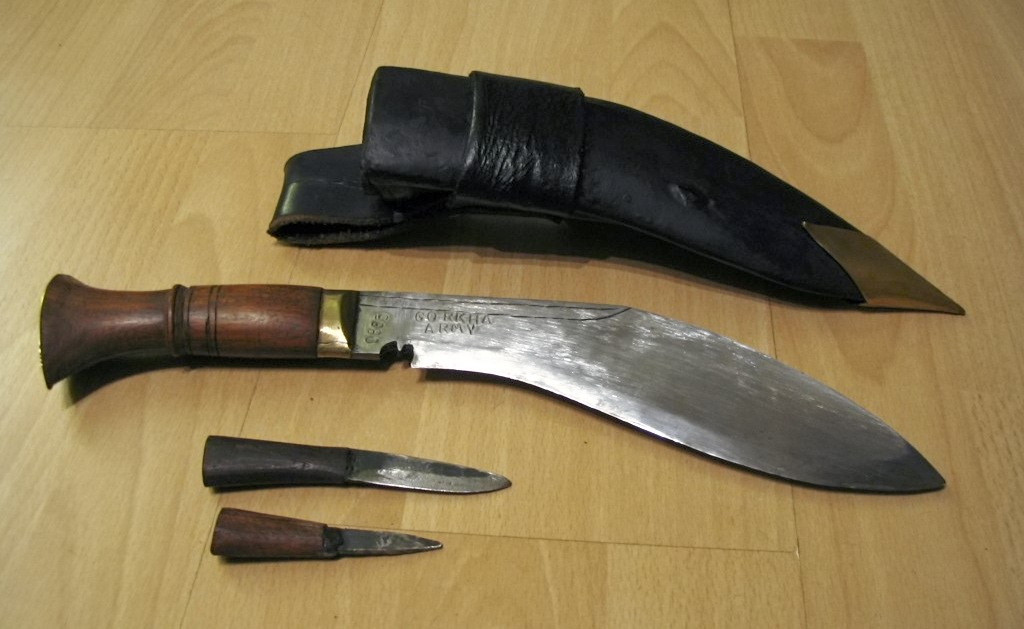
Một con dao kukri (Trên) cùng với dao Karda truyền thống (giữa) và Chakmak (dưới). Dao Karda và Chakmak lần lượt được dùng làm dao đa dụng và dao mài.

Dao kukri được thiết kế với mục đích chính là để chặt. Hình dạng có thể có nhiều khác biệt, từ gần như thẳng đến rất cong, sống dao có góc hoặc nhẵn. Khác biệt đáng kể ở kích thước và độ dày lưỡi dao phụ thuộc vào mục đích sử dụng, cũng như nguồn gốc xuất xứ và thợ rèn gia công con dao đó. Theo hướng dẫn chung thì độ dày sống dao thay đổi từ 5–10 mm (3⁄16–3⁄8 in) ở phần cán, và có thể thon lại thành 2 mm (1⁄16 in) ở phần mũi trong khi độ dài lưỡi có thể thay đổi từ 26–38 cm (10–15 in) với mục đích sử dụng thông thường.
Một con dao kukri thông thường dài 40–45 cm (16–18 in) và nặng tổng thể 450–900 g (1–2 lb). Các mẫu vật lớn hơn thường hiếm thấy và cũng khó dùng, chỉ hay xuất hiện trong các bộ sưu tập hay dùng làm nghi lễ. Kích thước nhỏ hơn thì có ít công dụng hơn, nhưng lại dễ mang theo.
Một yếu tố khác ảnh hưởng đến cân nặng và độ cân bằng là cấu trúc của dao. Để giảm sức nặng mà vẫn giữ lại sức sát thương, con dao có thể được rèn rỗng ruột, hoặc thêm rãnh. Kukri truyền thống có vài loại rãnh khác nhau gồm Tin Chira (ba rãnh), Dui Chira (hai rãnh), Ang Khola (một rãnh), hoặc kiểu sống dao thẳng, không thon lại và lưỡi có đường xiên lớn.
Lưỡi dao kukri thường có một khía (karda, kauda, Gaudi, Kaura, hay Cho) ở phần gốc lưỡi. Nhiều lý do được đưa ra, cả về mặt công dụng lẫn nghi thức: khía này khiến cho máu và nhựa rớt khỏi lưỡi chứ không chảy ngược xuống cán, và nhờ vậy tay cầm không bị trơn; nó có thể được dùng để đánh dấu phần kết của lưỡi khi mài; nó có thể là biểu tượng của móng chân loài bò, hay Shiva; nó có thể khoá được lưỡi dao kukri khác trong chiến đấu. Khía này cũng có thể đại diện cho hình núm vú của bò, nhắc nhở rằng kukri không được dùng để giết bò, một loài vật thiêng mà người Hindu tôn thờ.  Khía này còn có thể được dùng làm móc, mắc vào dây thắt lưng, hoặc treo trên dây.
Phần cán thường được làm từ gỗ cây lá rộng hoặc sừng trâu nước, nhưng cán ngà voi, xương và kim loại cũng đã được sản xuất. Chót cán sẽ loe rộng ra để cầm nắm được chắc hơn khi chém và chặt. Cán dao thường có đốc bằng kim loại và tấm bọc chót dao bằng đồng thau hoặc thép.
Loại chuôi dao truyền thống ở Nepal là chuôi thiếu, tuy nhiên dao hiện đại có chuôi dạng que đã bắt đầu trở nên nổi tiếng. Chuôi đủ được dùng chủ yếu trong một số mẫu dao quân đội, nhưng chưa thực sự phổ biến ở Nepal.
Kukri chủ yếu được bọc trong bao dao gỗ có trang trí hoạ tiết, hoặc gỗ quấn da. Theo truyền thống, một bao dao như vậy cũng được dùng để đựng hai loại dao nhỏ hơn: một con dao checkmark chưa mài để đánh bóng lưỡi dao, và một con dao trang sức khác gọi là karda. Một số loại bao dao phong cách xưa có kèm theo một túi nhỏ để đựng đá lửa và bùi nhùi.

## Chế tạo

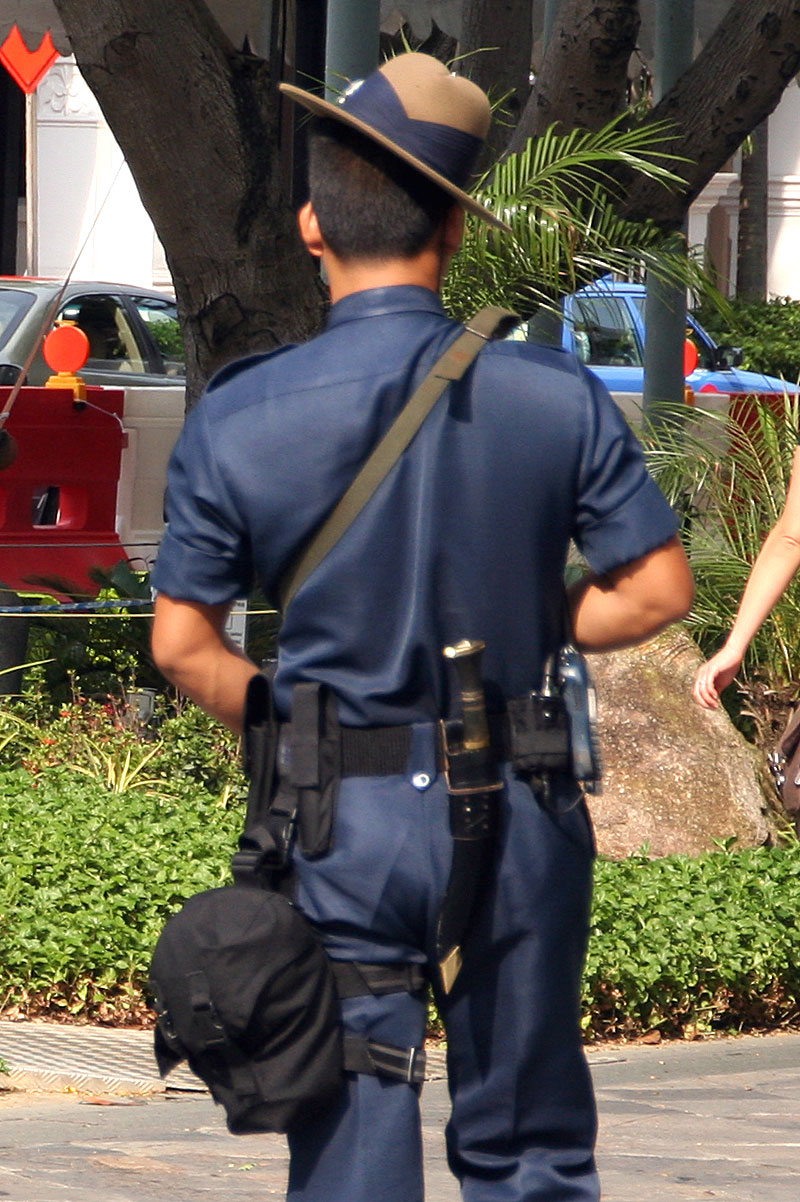
Một sĩ quan người Gurkha thuộc Đạo quân Gurkha, Lực lượng Cảnh sát Singapore tuần tra quanh Thành phố Raffles trong Kỳ họp Ủy ban Olympic Quốc tế lần thứ 117. Anh ta đội cái mũ nghiêng độc đáo Terrai của người Gurkha; dao kukri có thể được nhìn thấy sau thắt lưng anh ta.

Tầng lớp Biswakarma Kami là những người kế thừa nghệ thuật gia công kukri truyền thống. Dao kukri hiện đại được rèn bằng thép đàn hồi, đôi khi được tái chế từ hệ thống giảm xóc xe tải. Chuôi dao thường kéo dài đến hết phần cán; một phần nhỏ chuôi dao chìa ra khỏi cán được đập dẹp để cố định con dao. Kukri có lưỡi được tôi cứng còn sống dao thì mềm hơn. Nhờ vậy mà lưỡi dao rất sắc, nhưng cũng chịu chấn động tốt.
Cán dao kukri, thường được làm bằng gỗ cây lá rộng hoặc sừng trâu, được gắn lại bằng loại nhựa cây gọi là laha (còn được biết đến là "keo epoxy Himalaya"). Với cán gỗ hoặc sừng, chuôi dao được nung nóng và ghép vào cán khi còn nóng để đảm bảo vừa khít, phần cán chạm vào chuôi kim loại sẽ bị đốt thành vết vừa khít với hình chuôi. Đối với kukri hiện đại, cán được đúc bằng nhôm hoặc đồng thau được xử lý bằng áp suất; khi kim loại nguội đi nó sẽ co lại, dính khớp vào chuôi dao. Một số kukri (ví dụ như những loại mà các nhà thầu sản xuất và cung cấp cho Quân đội Ấn Độ hiện đại), có chuôi rất rộng và hai mảnh cán được ghép chặt lại bằng hai chiếc đinh tán hoặc nhiều hơn, thường được gọi là dạng chuôi đủ (panawal).
Gia công lưỡi dao theo kiểu truyền thống là nhiệm vụ của một đội gồm hai người; một người xoay một cái bánh xe mài xuôi chiều rồi ngược chiều bằng cách kéo dây thừng quấn quanh một trục trong khi người mài dao dí lưỡi dao lên bánh xe để mài. Bánh xe được làm thủ công từ cát bờ sông, kết dính bằng laha, cũng chính là chất được dùng để dán cán dao vào chuôi. Mài dao hàng ngày theo kiểu truyền thống bằng cách lướt một con dao chakmak trên lưỡi dao, giống như cách mà đầu bếp mài dao bếp bằng liếc dao.
Bao dao có thể được làm bằng gỗ hoặc kim loại, bọc ngoài sẽ là da động vật, kim loại hoặc gỗ. Chế tác da thường là công việc của một người Sarki.

## Công dụng

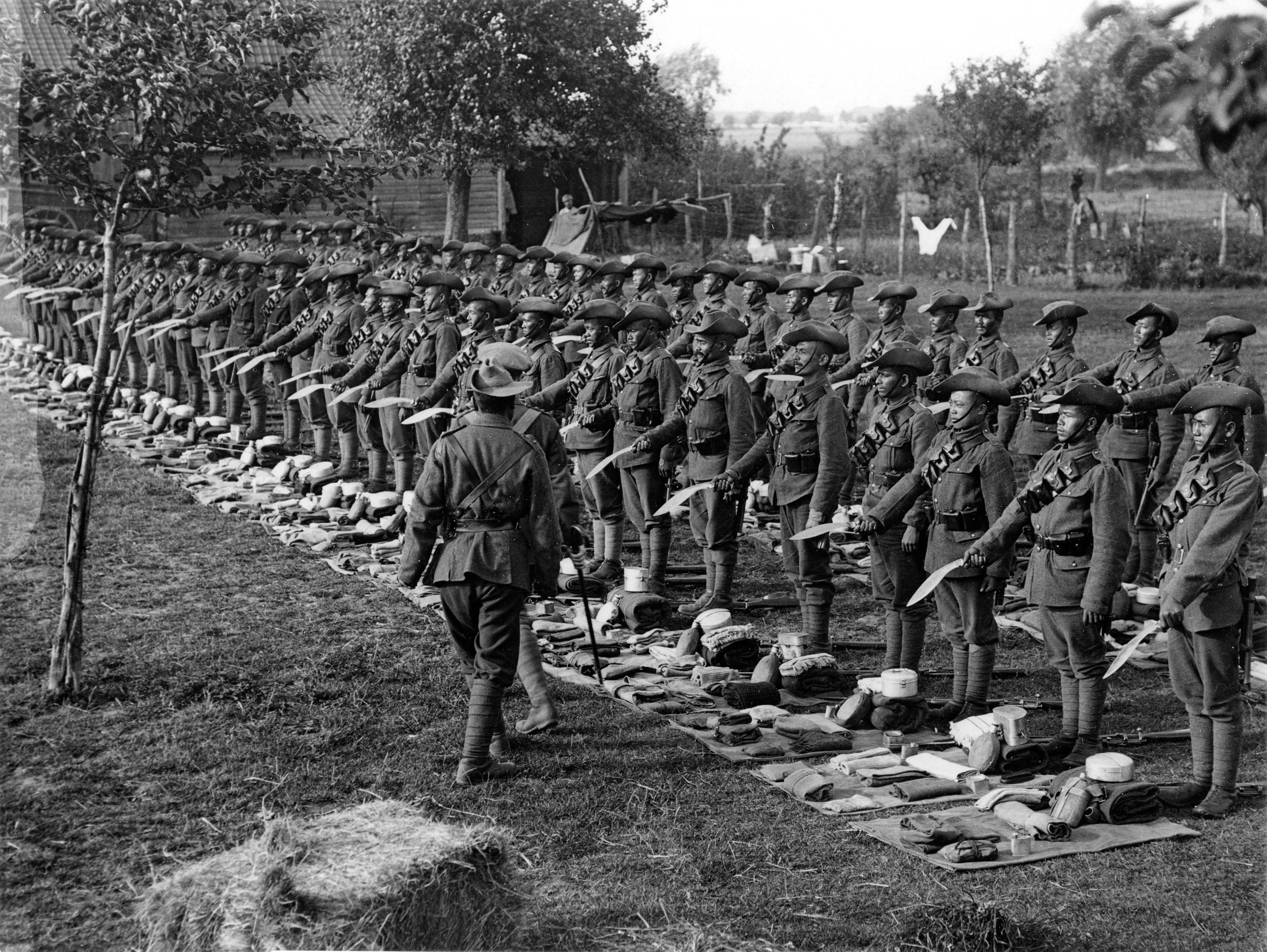
Người Gurkha giơ những con dao kukri trong một buổi kiểm tra quân trang tại Pháp

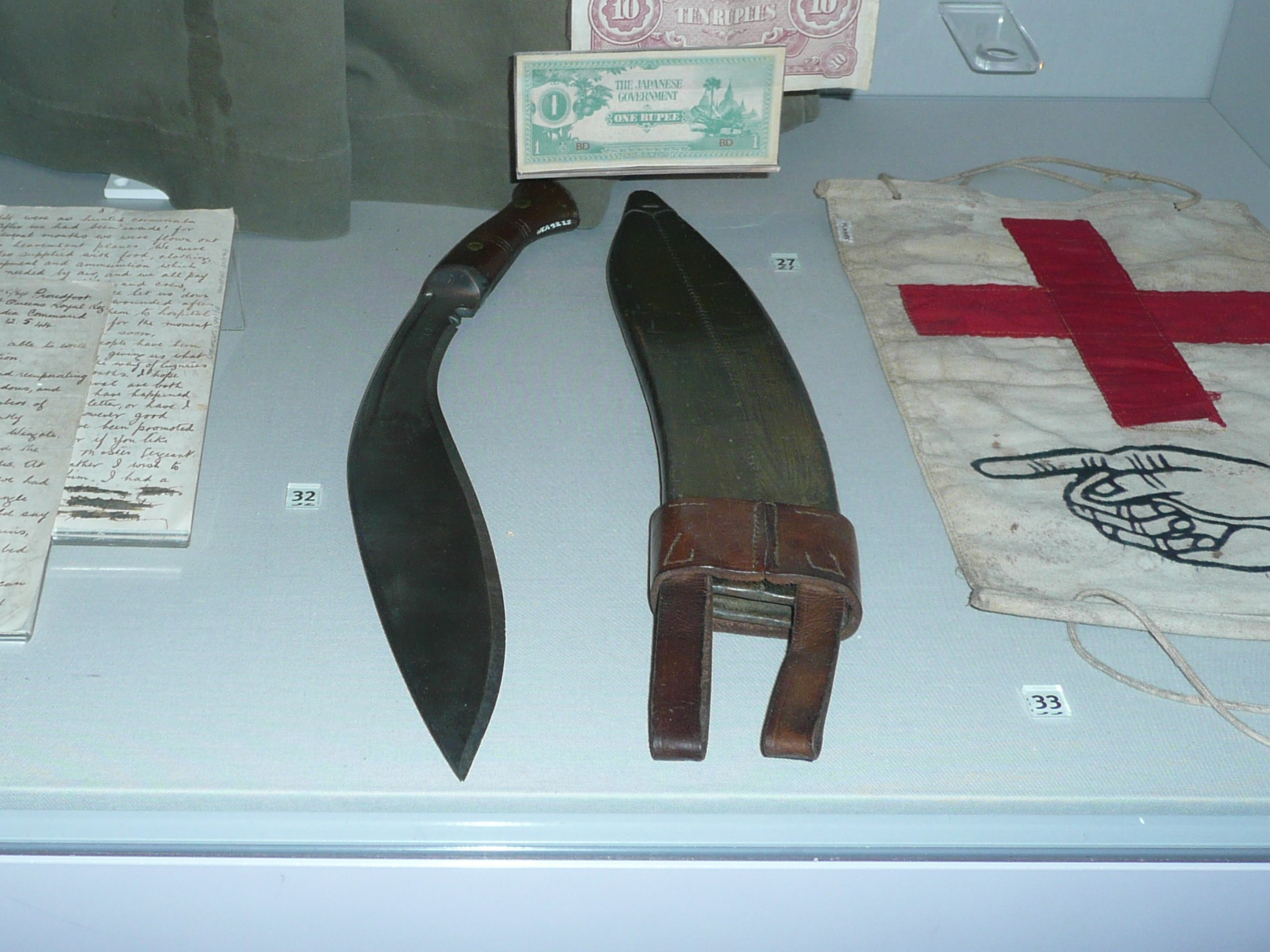
Dao kukri và bao dao được trưng bày tại Bảo tàng Chiến tranh Đế quốc phía Bắc.

### Vũ khí
Kukri rất hiệu quả khi dùng làm vũ khí chặt, nhờ cân nặng của nó, và vũ khí chém, do lưỡi dao cong tạo ra hiệu ứng "bửa ra" khiến lưỡi dao chém mạnh hơn và sâu hơn. Vì lưỡi dao cong về phía đối thủ, người dùng không cần điều chỉnh cổ tay khi làm động tác chém. Không giống như kiếm thẳng, trọng tâm khối lượng cộng với góc độ của lưỡi dao cho phép kukri xẻ đôi mục tiêu khi chặt. Lưỡi dao lướt trên bề mặt của mục tiêu trong khi trọng tâm khối lượng duy trì động lượng để lưỡi dao tiếp tục đi xuyên qua tiết diện của mục tiêu. Nhờ đó kukri có lợi thế xuyên thấu không tỉ lệ với độ dài dao, được thiết kế để người sử dụng tạo ra những vết thương sâu và đâm tới xương.

### Công cụ đa năng
Mặc dù nổi tiếng nhất khi xuất hiện trong quân đội, kukri lại cũng là thứ công cụ rất phổ biến trong làm đồng và công việc hàng ngày đối với các hộ gia đình ở Nepal. Công dụng của nó rất phong phú, từ xây dựng, phát quang, chẻ củi, đào bới, mổ thịt gia súc, thái thịt và rau củ, lột da thú, và mở lon. Công dụng trong làm nông và việc nhà cũng phủ nhận "điều kiêng kỵ" rằng thứ vũ khí này không thể cho lại vào bao dao "cho đến khi nó được dính máu".
Dao kukri có rất nhiều công dụng. Chỗ hẹp nhất ở gần cán có thể được dùng thay cho dao nhỏ, còn phần nặng hơn và rộng hơn ở mũi, có thể được dùng như rìu hoặc xẻng.

## Giải phẫu

### Lưỡi dao
- Móc hãm (Hira Jornu): Tấm hình cái mai/thoi làm bằng kim loại/đồng thau để cố định tấm bọc chót.
- Tấm bọc chót (Chapri): Tấm kim loại/đồng thau dày cố định cán vào chuôi.
- Chuôi (Paro): Phần đuôi của lưỡi dao đâm xuyên qua cán.
- Đốc (Kanjo): Phần kim loại/đồng thau hình tròn giữa lưỡi và cán dao để kết nối và cố định toàn bộ con dao.
- Sống dao (Beet): Phần lưng dày và cùn của dao.
- Đường rãnh/xoi (Khol): Rãnh thẳng hoặc đường thẳng khoét vào phần trên sống dao.
- Đỉnh (Juro): Điểm cao nhất của lưỡi dao.
- Thân (Ang): Bề mặt chính của lưỡi dao.
- Đường rãnh (Chirra): Đường cong/khoét xuống để giảm chấn động và giảm khối lượng thừa.
- Mũi (Toppa): Phần đầu của lưỡi dao.
- Lưỡi (Dhaar): Phần lưỡi sắc của con dao.
- Bụng (Bhundi): Phần/khu vực rộng nhất của lưỡi dao.
- Đường xiên (Patti): Phần xiên xuống từ thân dao tạo ra lưỡi.
- Khía (Cho): Một khía rõ rệt (hình giống số 3) ở lưỡi. Dùng để chặn lưỡi dao chakmak khi mài, tránh mài vào cán.
- Ricasso (Ghari): Phần cùn nằm giữa khía và đốc.
- Vòng (Harhari): Những vòng tròn trên cán.
- Đinh tán (Khil): Chốt thép hoặc kim loại để gắn chặt cán vào chuôi.
- Đuôi chuôi (Puchchar): Điểm cuối của dao kukri.

### Bao dao
- Quai đeo dao (Faras): Túi đặc biệt được làm bằng da (2  mm đến 4  mm) vòng quanh và thắt chặt phần miệng bao dao.
- Rìa trên (Mathillo Bhaag): Sống bao, là phần nên cầm khi dùng dao kukri.
- Dây buộc (Tuna): Một sợi dây thừng nhỏ để khâu hoặc nối hai đầu quai đeo dao. Đặc biệt thường được dùng với loại dao quân dụng.
- Thân (Sharir): Bề mặt chính của bao dao. Thường được làm theo dạng nửa hình oval.
- Núm đầu bao (Khothi): Chót bao nhọn bằng kim loại. Dùng để bảo vệ đầu bao dao.
- Móc quai (Golie): Dải da tròn để xuyên qua thắt lưng và gắn/đính với quai đeo bằng đinh tán.
- Miệng (Mauri): Phần mở của bao dao.
- Dây/đai (Bhunti): Sợ dây da dày buộc chặt quanh bao dao để quai đeo không lắc lư (không có trong ảnh này).
- Rìa dưới (Tallo Bhag): Phần bụng/cong của bao dao.

## Phân loại
Kukri về cơ bản có thể được chia làm hai loại: phương Đông và phương Tây. Dao phương Đông được gọi tên do có xuất xứ từ các làng và thị trấn thuộc Đông Nepal. Khukuri phương Đông là Angkhola Khukuri, Bhojpure Khukuri, Chainpure Khukuri, Cheetlange (Chitlange) Khukuri, Chirwa (Chiruwa) Khukuri, Dhankute Khukuri, Ganjawla Khukuri, Panawala Khukuri, Sirupate Khukuri dịch ra là Siru dao lá cỏ. Khukuri được làm tại các địa điểm như Chainpur, Bhojpur, và Dhankuta tại Đông Nepal có chất lượng tuyệt vời và được trang trí công phu.
Dao phương Tây thường rộng hơn. Đôi khi dao kiểu phương Tây được gọi là Budhuna, (chỉ một loại cá có đầu to), hoặc baspate (lá tre) chỉ những con dao có tỉ lệ khác với dao Sirupate thông thường. Dù được chia ra Đông và Tây, hai loại dao này đều được dùng ở mọi khu vực thuộc Nepal.
Có một loại khukuri được đặt tên theo vị tướng người Gorkha Amar Singh Thapa là Amar Singh Thapa Khukuri. Dao khukuri được làm dựa trên con dao Khukuri thật từng được vị tướng người Gorkha này sử dụng. Con dao khukuri gốc của Amar Singh Thapa được lưu giữ tại Bảo tàng Quốc gia Nepal và có lưỡi cong hơn những loại dao truyền thống khác.

## Di sản
Có một câu tục ngữ phổ biến của người Nepal như sau:
Sirupate Khukuri ma Laha chha ki chhaina?
Dịch: Dao Sirupute Khukuri của bạn có đủ sắt không?

## Đường dẫn ngoài
- Tư liệu liên quan tới Kukri tại Wikimedia Commons

Bản mẫu:Dao